# عنوان التوفيق في آداب الطريق
عنوان التوفيق في آداب الطريق، كتاب للإمام ابن عطاء الله السكندري في التصوف، وفيها يشرح رائية أبي مدين الغوث التي مطلعها «ما لذّة العيش إلا صحبة الفقراء».

## طبعاته
- المكتبة العثمانية المصرية، القاهرة، عام 1353 هـ.
- دار الكتب العلمية، بيروت، عام 2004 م.